# Dragon Island
Dragon Island ist eine Insel an der Ostseite von Great Barrier Island im Norden der Nordinsel von Neuseeland.

## Geographie
Sie Insel befindet sich direkt vor der Harataonga Bay, rund 270 m von der Küste von Great Barrier Island entfernt. Nördlich der Insel liegt in einer Entfernung von rund 2,6 km Rakitu Island. Dragon Island besitzt eine Länge von rund 385 m in Ost-West-Richtung und verfügt über eine maximale Breite von rund 190 m in Nord-Süd-Richtung. Die höchsten Erhebung liegt mir 65 m in der Inselmitte.
Die Insel ist Privateigentum.